# Cryptocarya calcicola
Cryptocarya calcicola är en lagerväxtart som beskrevs av Hsi Wen Li. Cryptocarya calcicola ingår i släktet Cryptocarya och familjen lagerväxter. Inga underarter finns listade i Catalogue of Life.